# Нор-Кюрін
Нор-Кюрін (вірм. Նոր Կյուրին) — село в марзі Арарат, у центрі Вірменії. Село розташоване неподалік від міста Єревана.